# Lac d'Ivenack
Le lac d'Ivenack (Ivenacker See) est un lac allemand du Mecklembourg entouré de forêts et situé dans l'arrondissement du Plateau des lacs mecklembourgeois au sud de la commune d'Ivenack. Il mesure environ 1 200 mètres de longueur et 600 mètres de largeur. Sa rive sud appartient au hameau de Klockow qui fait partie de la municipalité de Stavenhagen. Au nord du lac se trouve le château d'Ivenack dont le parc descend jusqu'à sa rive, avec sa forêt et son chêne millénaire. Le lac d'Ivenack est alimenté par la rivière Augraben (de). Sa superficie totale est de 0,97 km2.